# Acrobelophis minimus
Acrobelophis minimus är en rundmaskart. Acrobelophis minimus ingår i släktet Acrobelophis, och familjen Cephalobidae. Arten är reproducerande i Sverige.